# Języki bunubańskie
Języki bunubańskie albo bunabańskie – mała australijska rodzina językowa, skupiająca języki aborygeńskie, używane w zachodnio-północnej Australii, na południowy wschód od Derby. W jej skład wchodzą jedynie dwa języki, tj. bunuby i gunijandi, które są ze sobą spokrewnione mniej więcej w takim stopniu, jak języki polski i czeski. Oba mają po stu użytkowników i są zagrożone wymarciem.